# Beatriz de Bobadilla (marquesa de Moya)
Beatriz de Bobadilla (Medina del Campo, c. 1440-Madrid, 17 de enero de 1511) fue una dama castellana, marquesa de Moya, consejera y persona muy próxima a Isabel I de Castilla.

## Biografía
Nacida hacia 1440 en la villa castellana de Medina del Campo, Beatriz era hija de mosén Pedro de Bobadilla, alcaide del castillo de Maqueda y del alcázar de Segovia, y de Isabel González Maldonado, llamada María Maldonado en las genealogías tradicionales, ama de cría de la futura reina Isabel I de Castilla.
Beatriz estuvo desde muy joven al servicio de la futura reina Isabel, desarrollándose una íntima amistad entre ellas. Se ha supuesto que el contacto entre ambas se inició cuando la aún infanta vivía en Arévalo y el padre de Beatriz era el guardián de la fortaleza, aunque no se han encontrado pruebas documentales, si bien Alfonso de Palencia hace alguna referencia a ello en su Crónica de Enrique IV.
Se casó con Andrés Cabrera, personaje destacado en la corte de Enrique IV de quien había sido camarero mayor, con el que tendría nueve hijos. En 1480 la reina Isabel concedió a ambos el marquesado de Moya y el señorío de Chinchón, de nueva creación, que ocupaba buena parte del sudeste de la actual Comunidad de Madrid. Su presencia en la Corte fue constante, alcanzando gran influencia en la misma.
Como recordatorio, la concesión del señorío de Chinchón supuso que 1200 habitantes, con nombre, apellidos y oficios, pasaron de ser hombres libres a siervos, algo que había jurado no hacer y de lo que al final de sus días la reina, Isabel, parece ser que se arrepintió, recogiendo en su testamento que se repusieran las cosas y las libertades perdidas a sus inicios, cosa que nunca se realizó.[cita requerida]
Durante la guerra de Granada, en el asedio de Málaga, Beatriz fue atacada a cuchilladas por un enemigo que la confundió con la reina, sin que resultase herida, pues las cuchilladas no llegaron a atravesar sus ropas.
Tras la muerte de Isabel la Católica y la marcha de Fernando II a Aragón, Beatriz y su marido abandonaron la corte y entregaron el alcázar al señor de Belmonte, al servicio de Felipe el Hermoso. Aunque Fernando volvió como regente, el matrimonio no volvió a la corte por su avanzada edad. 
Beatriz falleció en la villa de Madrid el 17 de enero de 1511.
Sus restos yacen en la iglesia-panteón de los marqueses de Moya de Carboneras de Guadazaón, junto con los de su marido Andrés Cabrera.

## Descendencia
El matrimonio compuesto por Beatriz y Andrés tuvo nueve hijos y fundaron dos mayorazgos en Moya y Chinchón:
1. Pedro de Cabrera y Bobadilla, fallecido joven.
2. Juan Pérez de Cabrera y Bobadilla, II marqués de Moya, casado con Ana de Mendoza, hija de Diego Hurtado de Mendoza, I duque del Infantado;
3. Fernando de Cabrera y Bobadilla, I conde de Chinchón, casado con Teresa de la Cueva y Toledo, hija de Francisco Fernández de la Cueva, II duque de Alburquerque, siendo uno de sus hijos Andrés de Cabrera-Bobadilla y de la Cueva;
4. Francisco de Bobadilla, caballero de la orden de Calatrava, obispo de Ciudad Rodrigo y de Salamanca;
5. Diego de Cabrera y Bobadilla, caballero de la orden de Calatrava, comendador de Villarrubia y Zorita de los Canes, y finalmente monje en el convento de Santo Domingo de Talavera de la Reina;
6. Pedro de Bobadilla, almirante de la armada imperial y pontificia, caballero de la orden de Santiago y de la Orden de Malta, fraile dominico y corsario;
7. María de Cabrera y Bobadilla, casada con Pedro Fernández Manrique y Vivero, II conde de Osorno;
8. Juana de Cabrera y Bobadilla, casada con García Fernández Manrique, III conde de Osorno;
9. Isabel de Bobadilla, casada con Diego Hurtado de Mendoza y Silva, I marqués de Cañete.

## En la ficción
El personaje de Beatriz de Bobadilla, interpretado por Ainhoa Santamaría, aparece en la película La corona partida y en la serie televisiva Isabel.